# نظرية تجزئة الموارد
ظهرت نظرية تجزئة الموارد للمرة الأولى على يد جانزن وبوند (1975)، وتفترض النظرية أنه مع ازدياد ثراء الأنواع لا تحدث زيادة طولية في عدد أنواع أشباه الطفيليات التي يمكن دعمها.  واقترحت النظرية أن تكون آلية هذه العلاقة بشكل القطع الطولي مبنية على أن يكون كل نوع جديد من الأنواع العائلة نادرًا جدًا بحيث لا يقوى على دعم تطور أشباه الطفيليات المختصة (جانزن وبوند 1975).  تمثل نظرية تجزئة الموارد واحدة من النظريتين اللتين تهدفان إلى تفسير توزيع النمسيات.

## كتابات أخرى
Gauld, I., Gaston, K., & Janzen, D. (1992) Plant allelochemicals, tritrophic interactions
and the anomalous diversity of tropical parasitoids: the “nasty” host hypothesis.
Oikos, 65, 353-357.